# Auditório do Ramo Grande

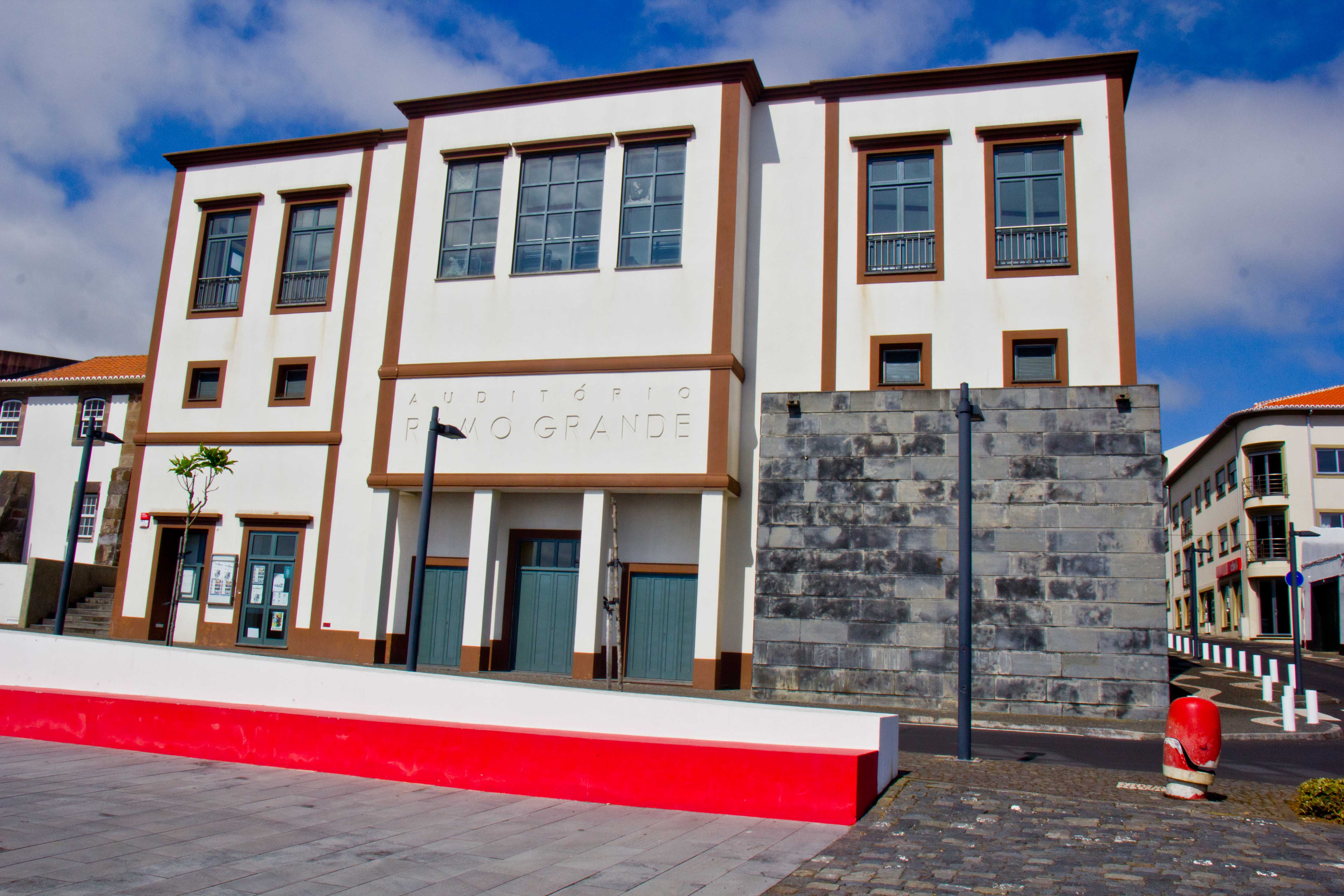
Auditório do Ramo Grande

O Auditório do Ramo Grande localiza-se no centro histórico da cidade de Praia da Vitória, freguesia de Santa Cruz, município da Praia da Vitória, na ilha Terceira, nos Açores.

## História
Foi inaugurado em 5 de abril de 2003 pelo então Ministro da República para a Região Autónoma dos Açores, Álvaro José Brilhante Laborinho Lúcio, com a representação da opereta Dia de S. Vapor, da autoria de Luís Gil Bettencourt.
O imóvel é pertença da Cooperativa Praia Cultural, cuja presidência é assumida pela Câmara Municipal da Praia da Vitória, e a vice-presidência pela Filarmónica União Praiense.

## Características

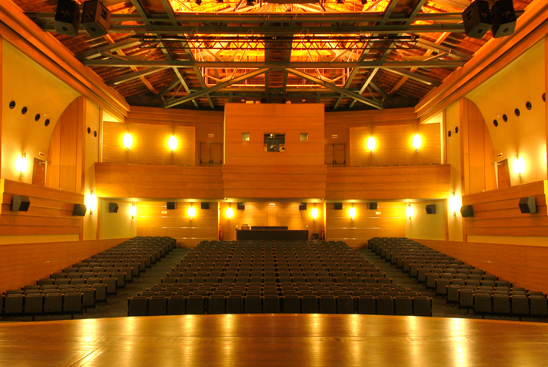
Sala de Espetáculos

O edifício constitui-se num espaço multifuncional, com um estúdio de gravação, dispondo de modernos equipamentos que permitem inclusive a transmissão directa para rádio e televisão dos diversos eventos. Com excelente acústica, permite receber todos os tipos de espetáculos de música, teatro e dança, cinema, conferências, colóquios, congressos e exposições.
É composto por:
- sala de espetáculos com capacidade para 453 pessoas (plateia - 399; balcão - 32; camarotes - 12)

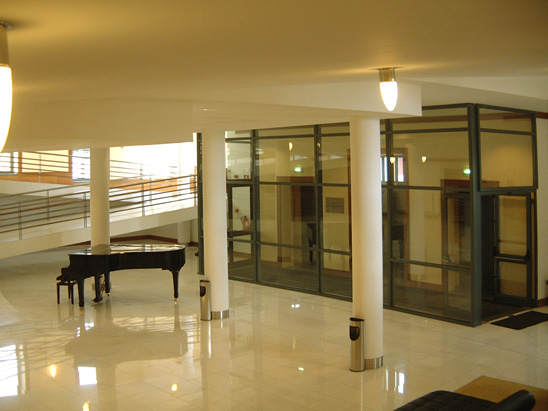
Foyer

- palco com 100 metros quadrados
- ecrã de cinema com 4m x 10m
- bar, camarins e gabinete médico

## Equipamentos
- Sistema de som e iluminação cénica;
- Sistema multimédia de projeção;
- Estúdio de gravação em áudio digital Pro Tools e pós-produção televisiva.

## Galeria

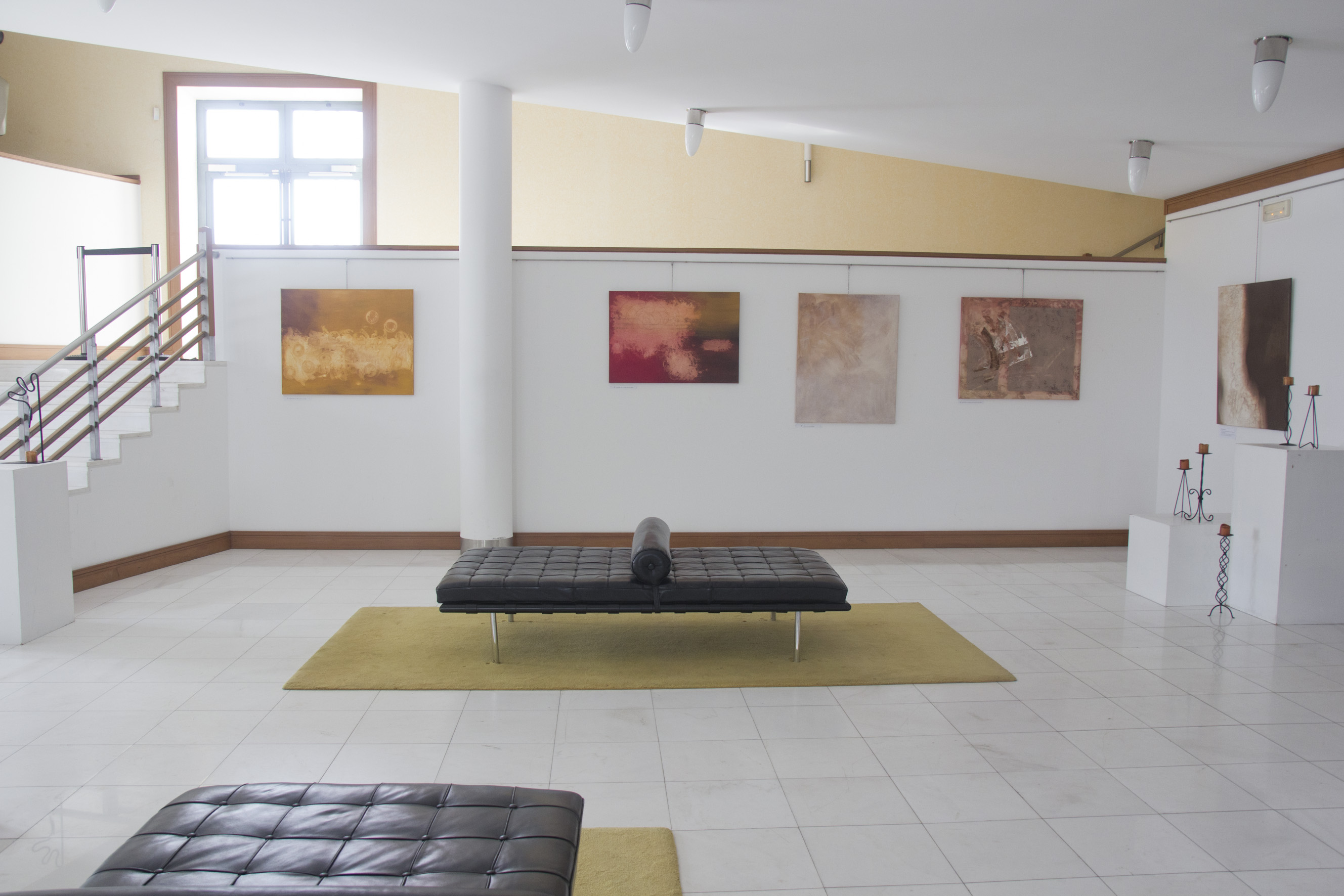
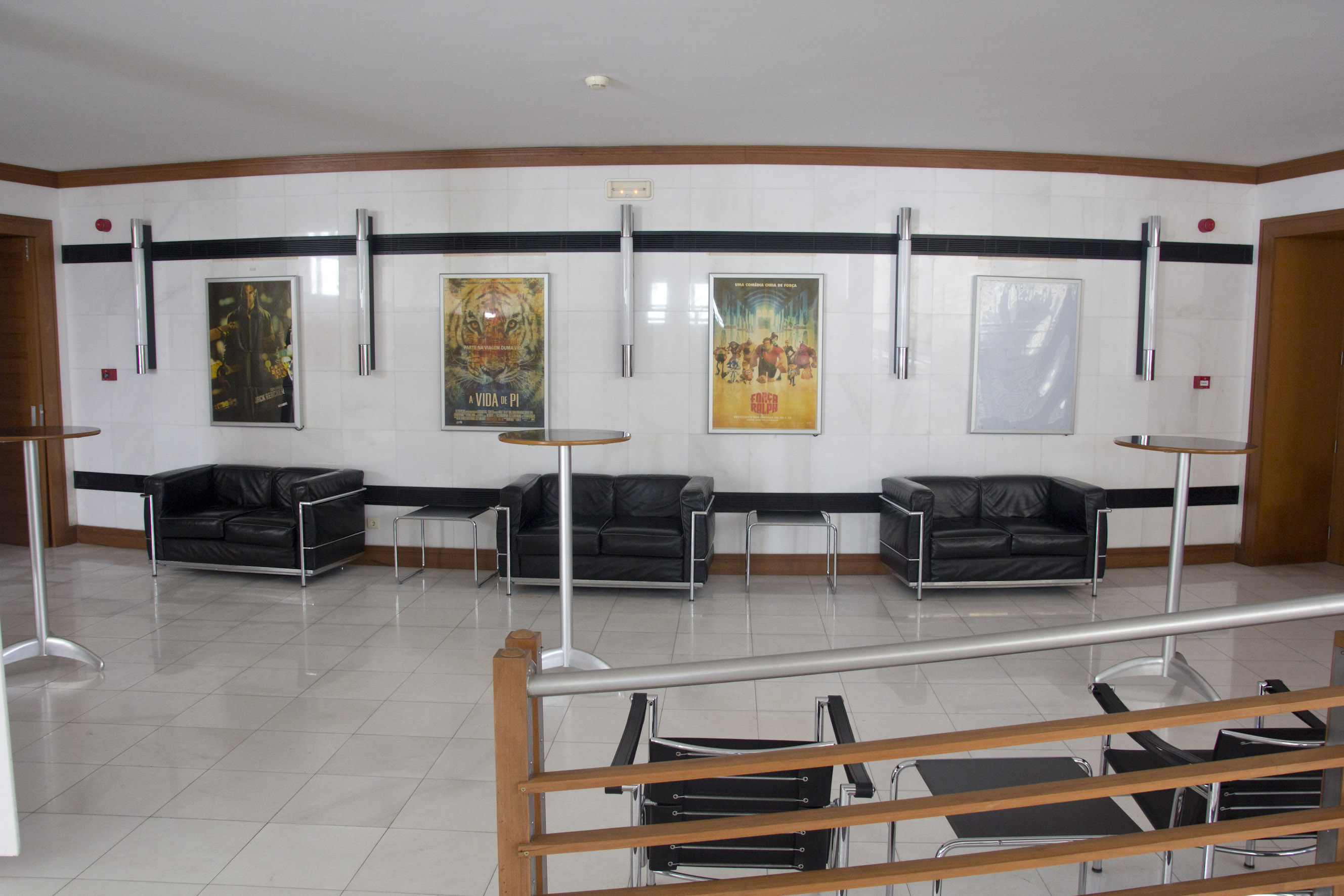
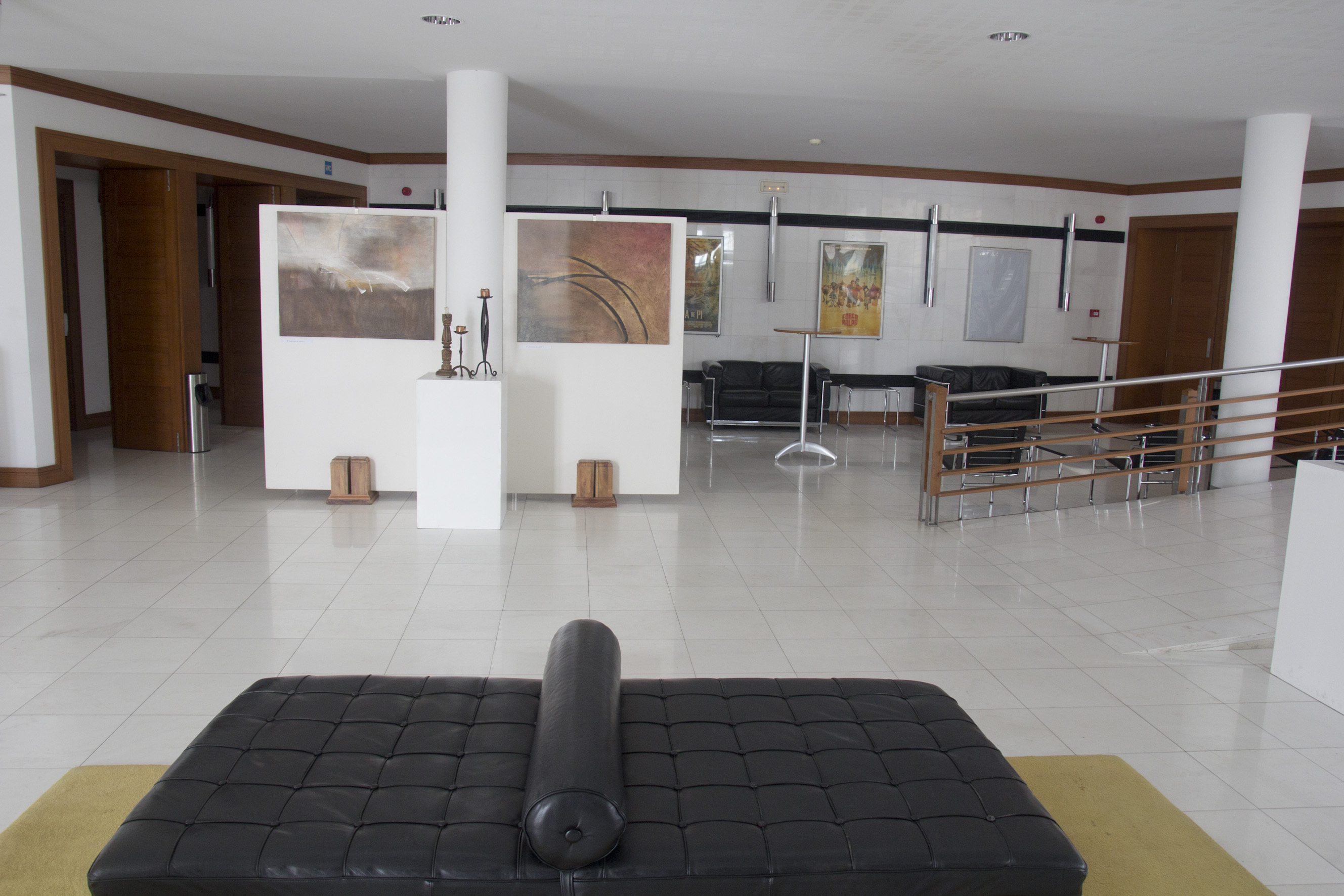
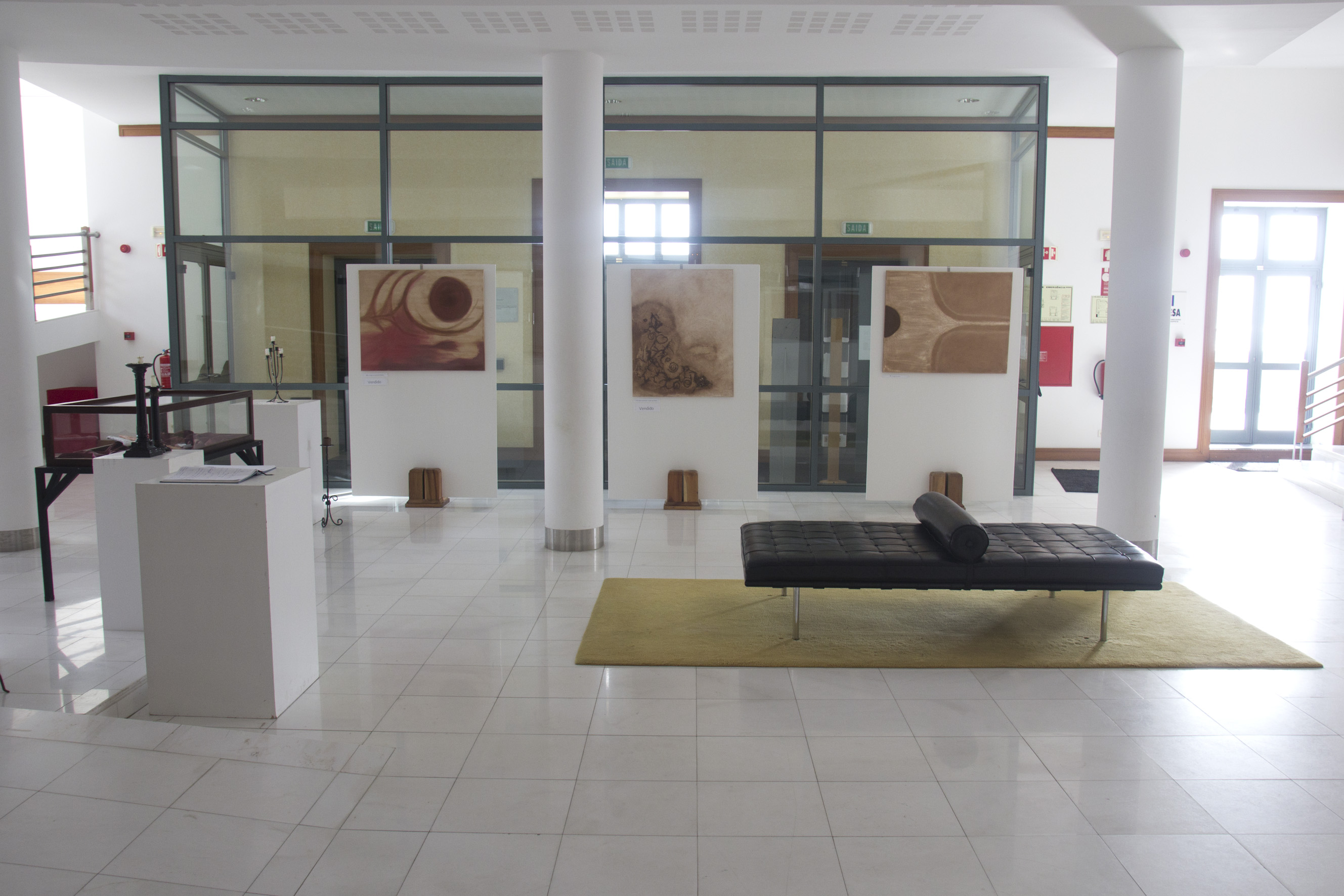
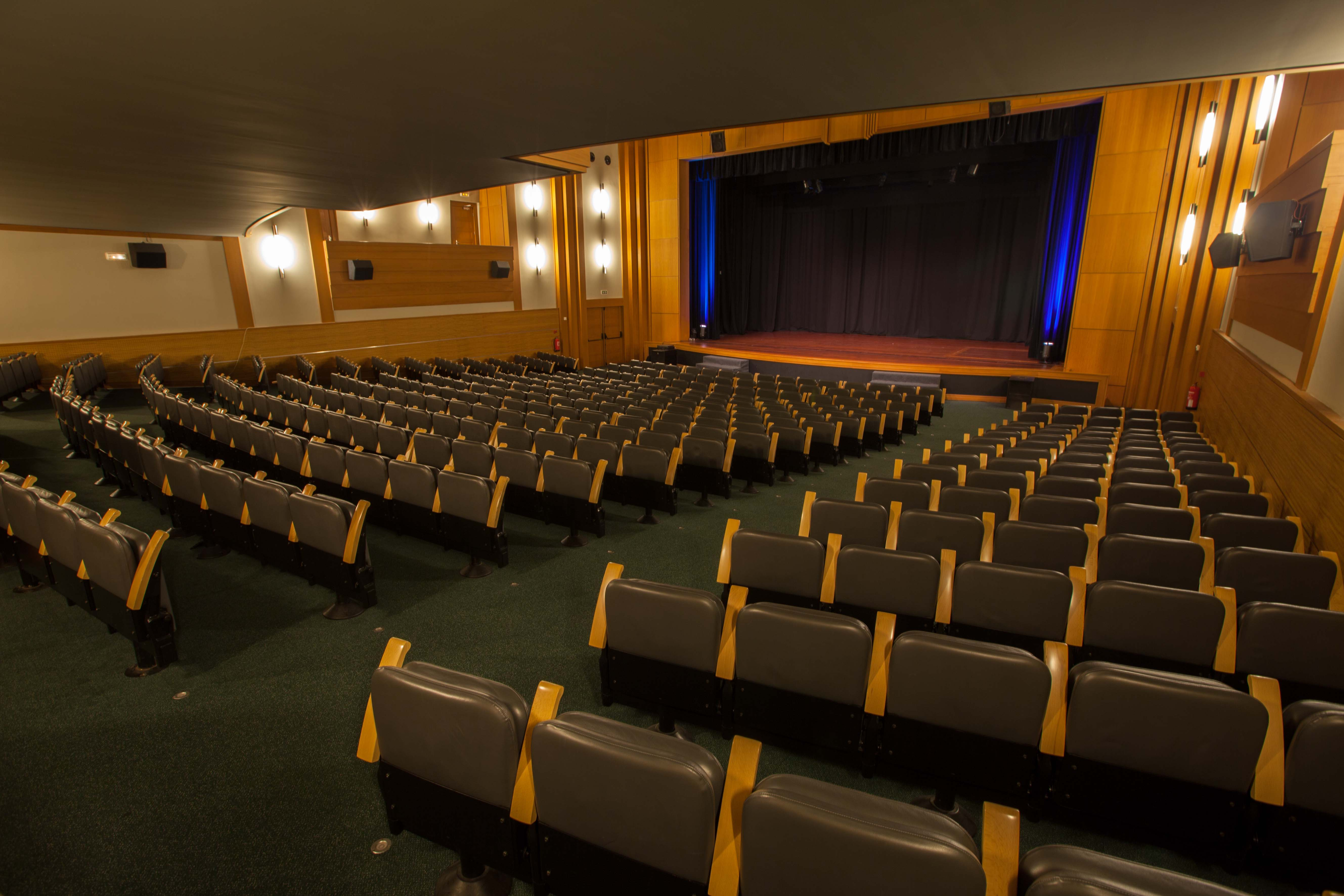
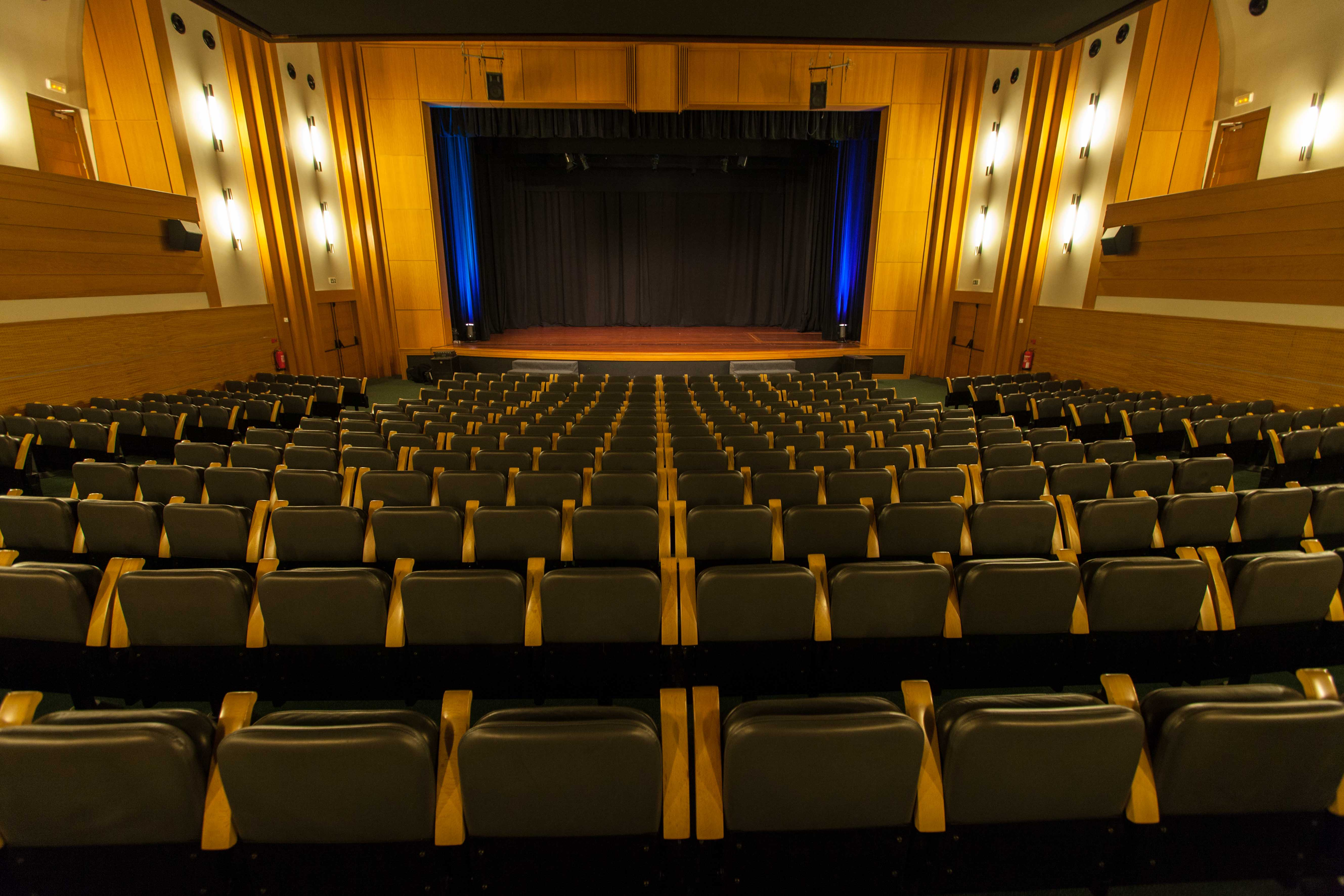
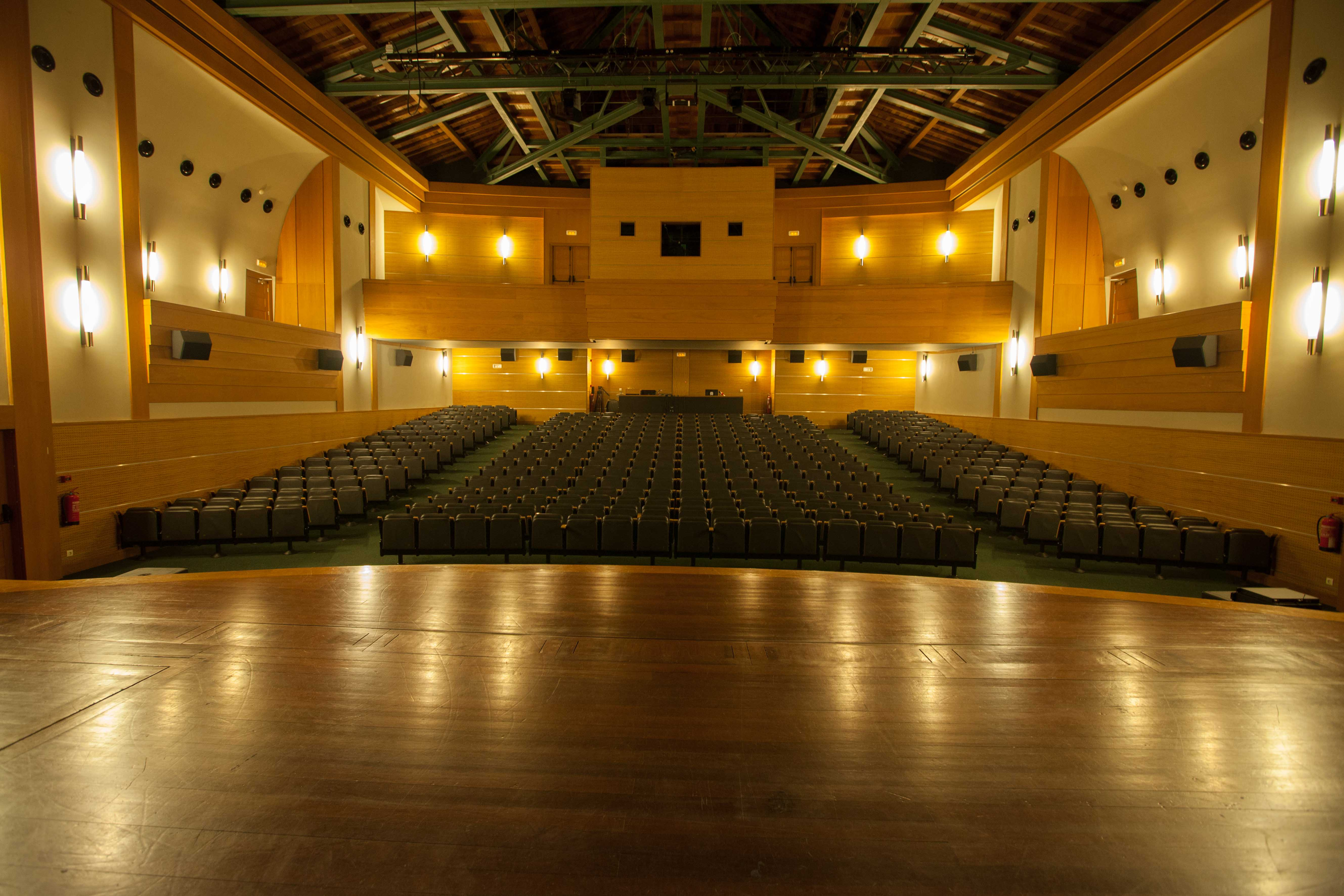
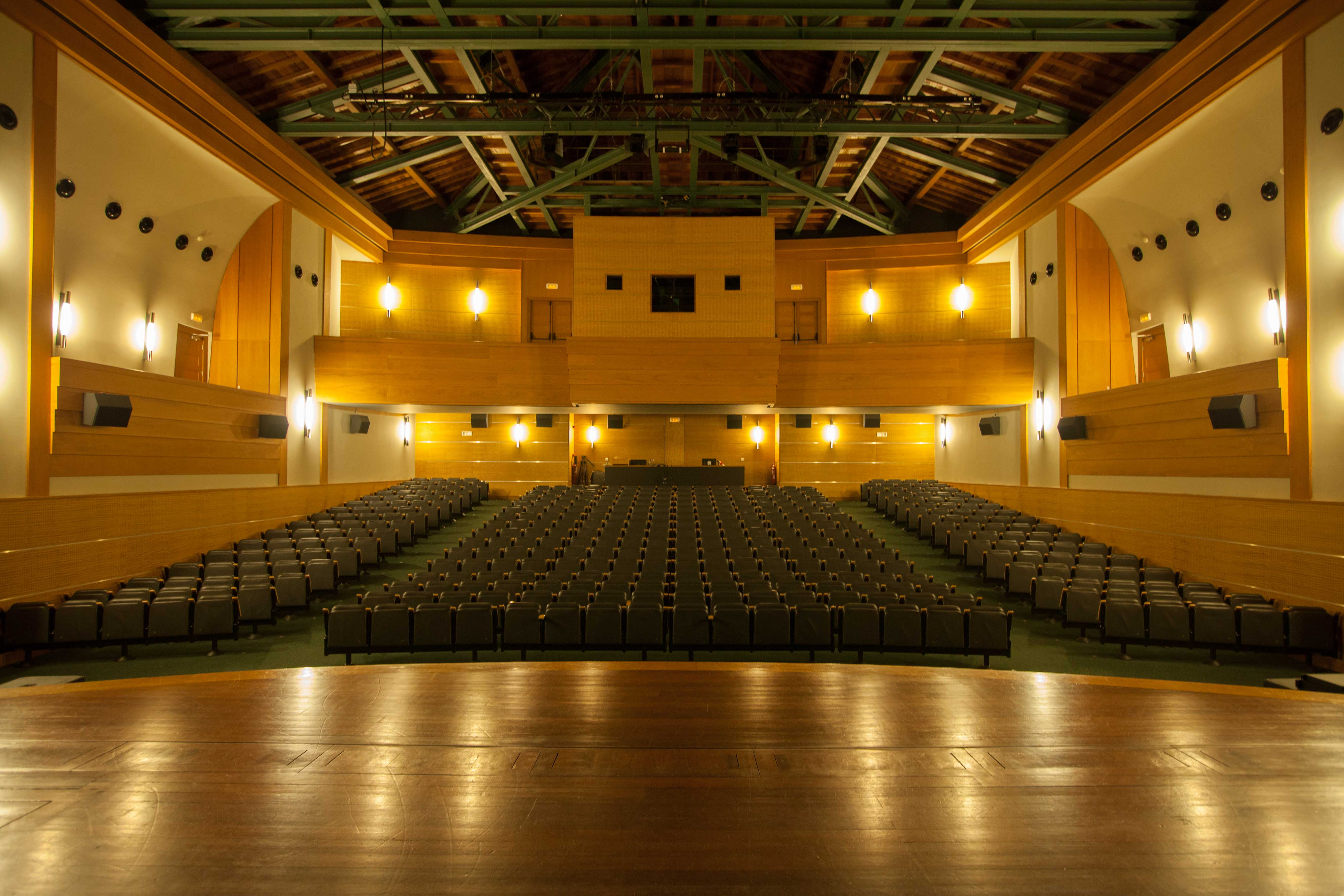
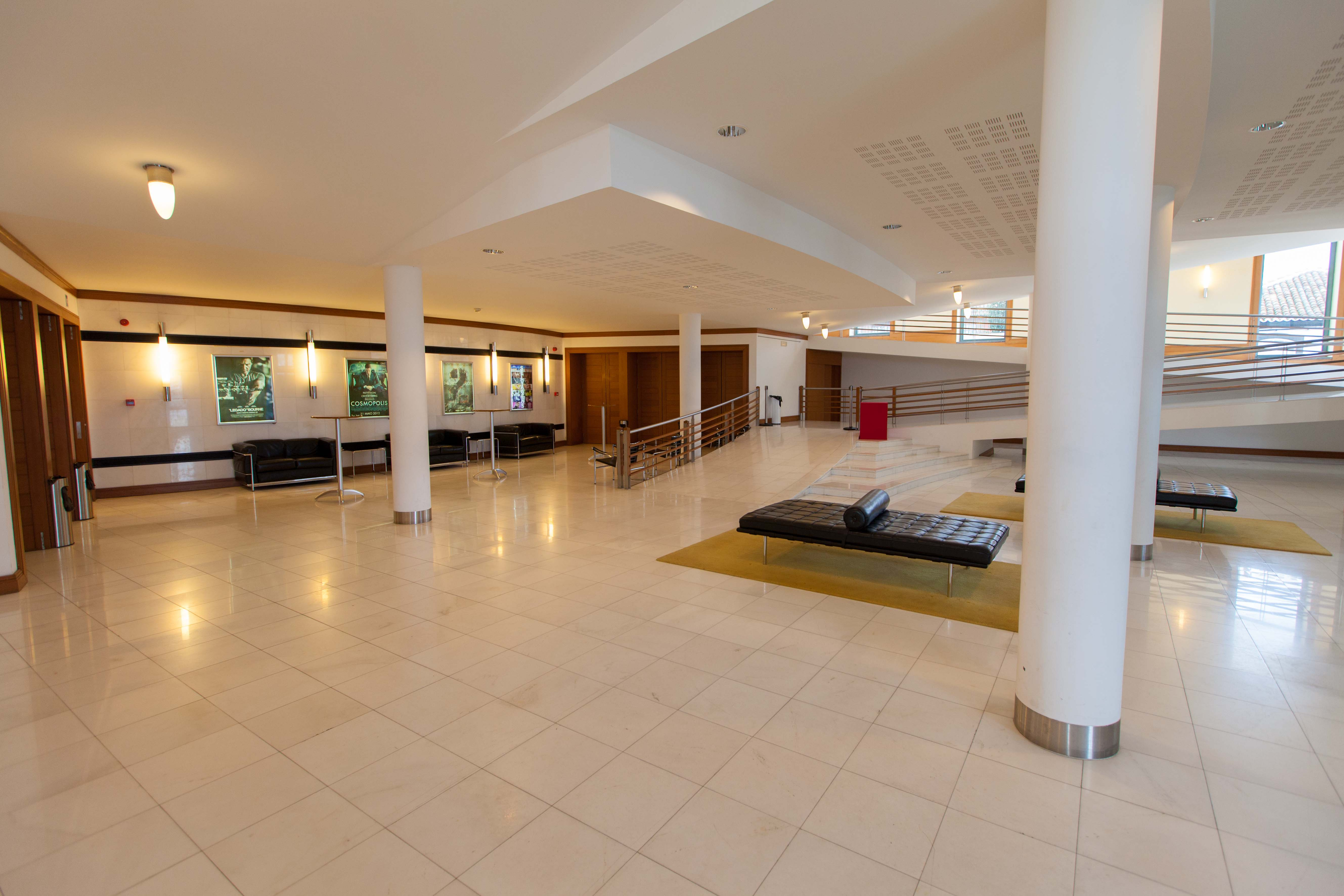
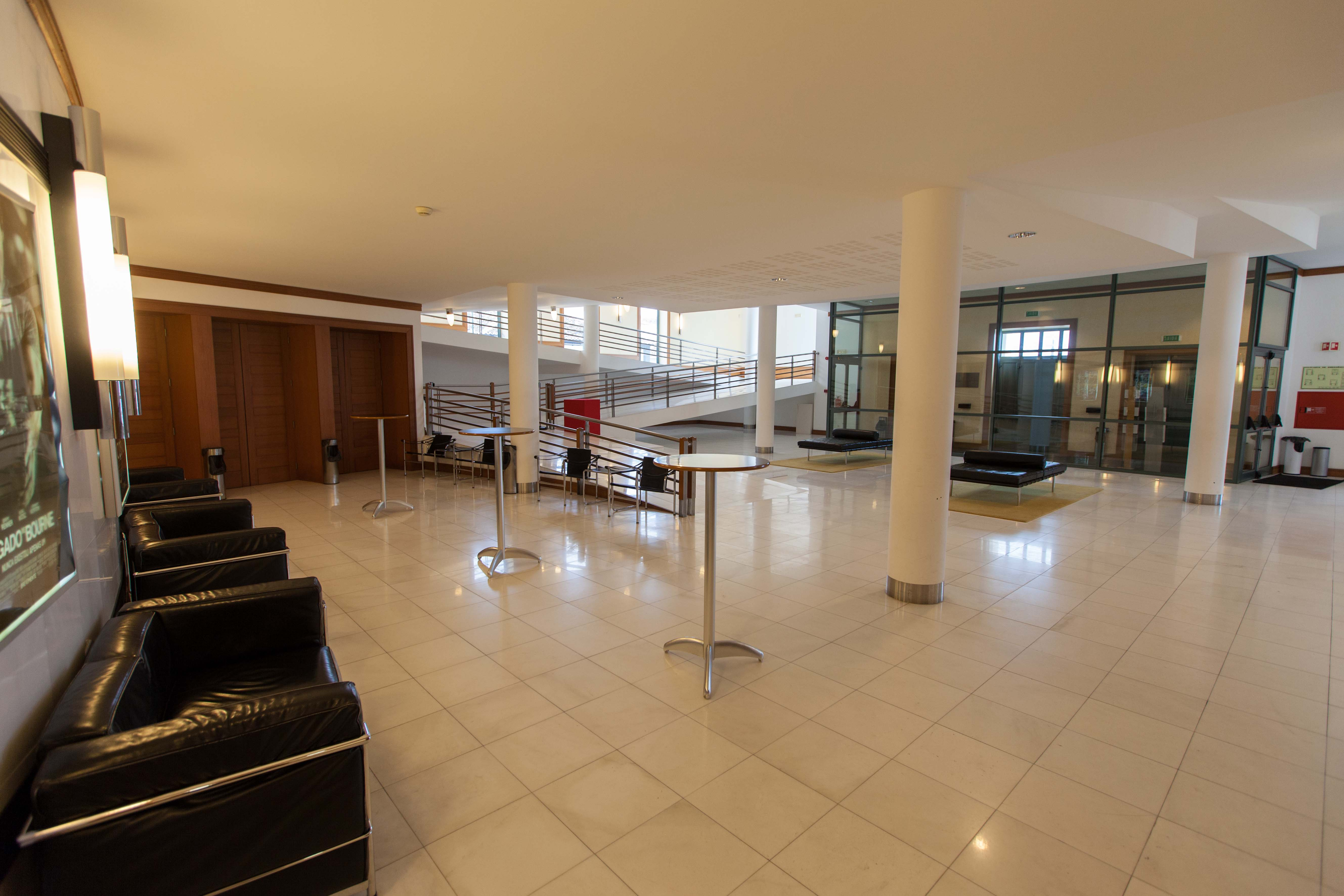
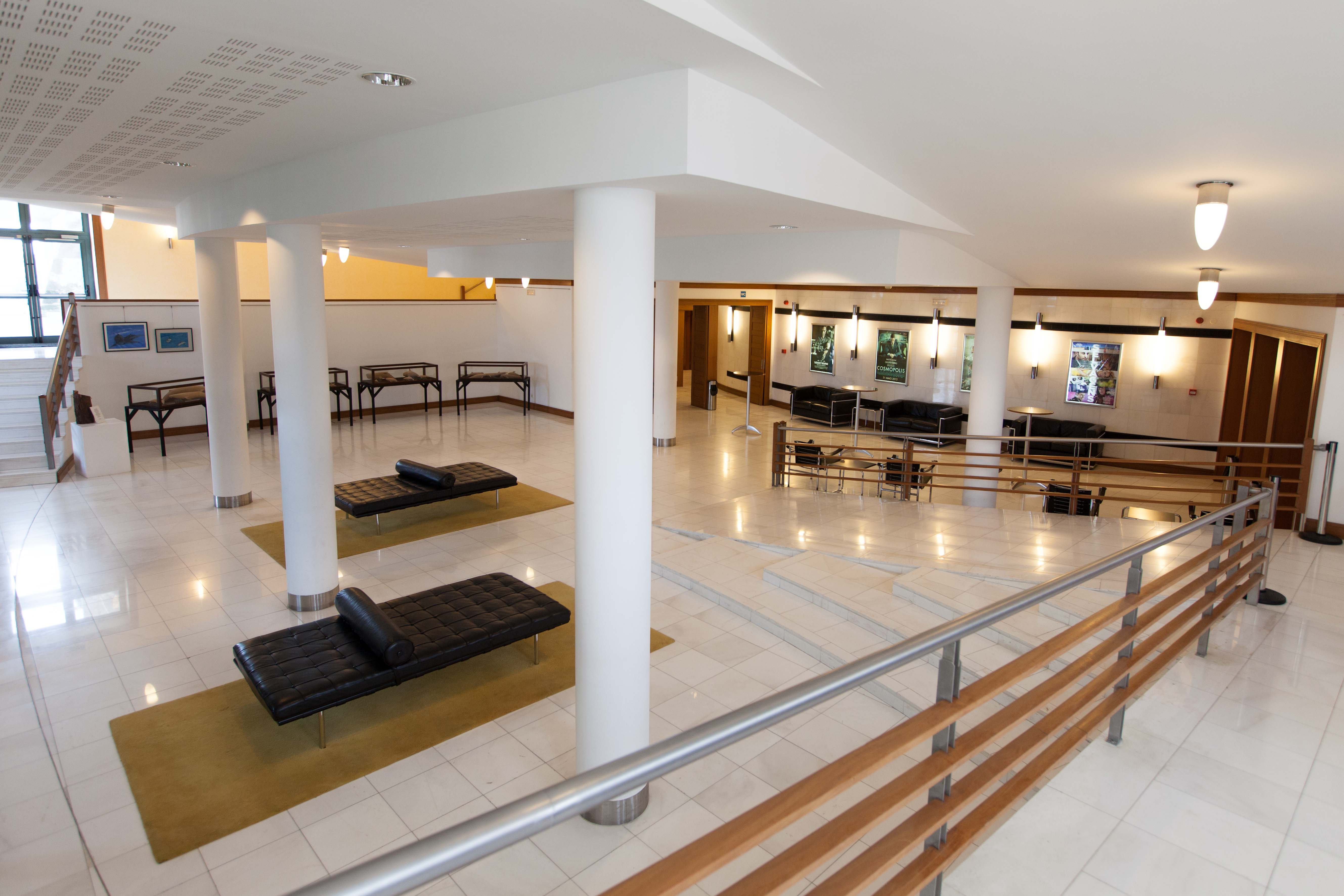
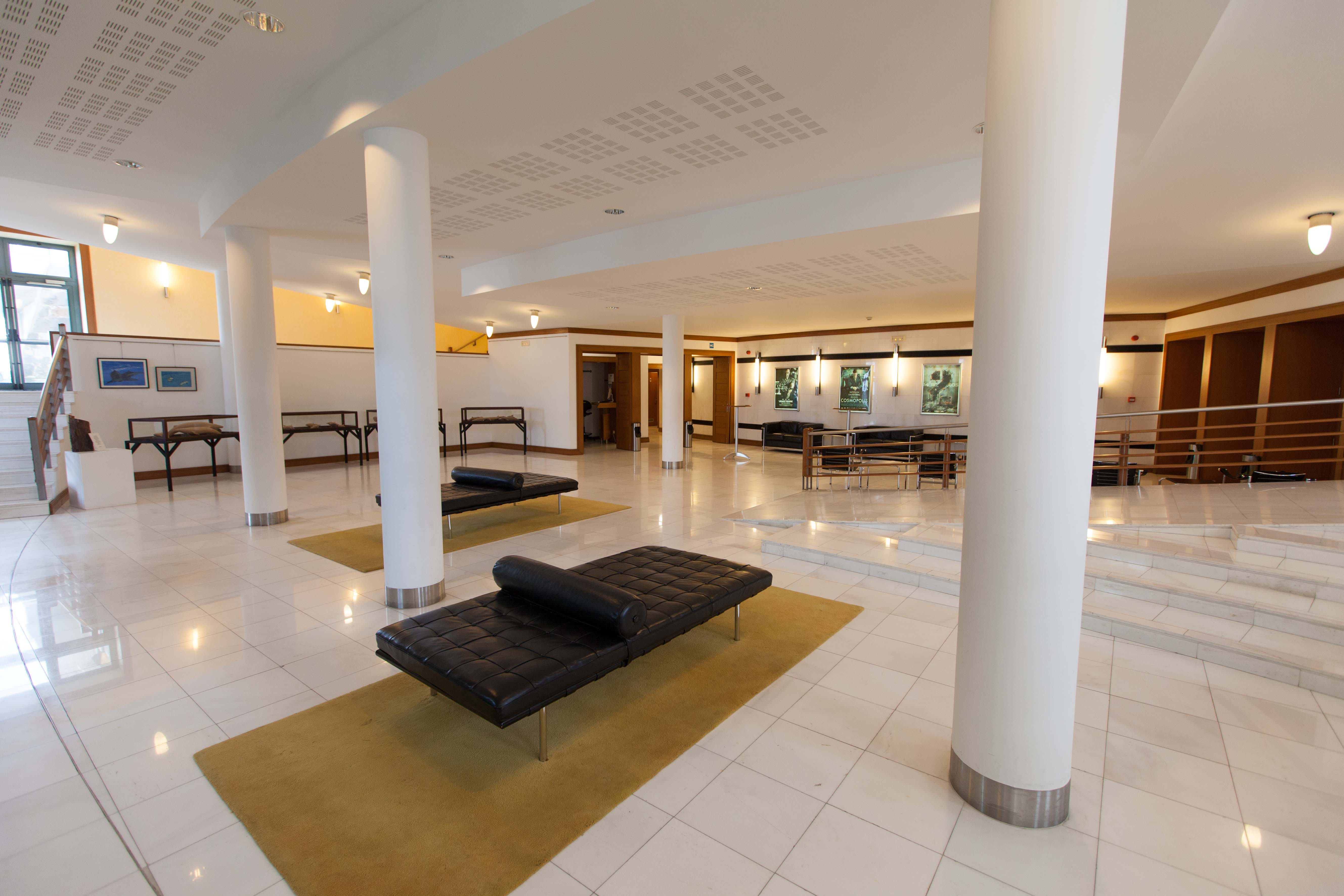
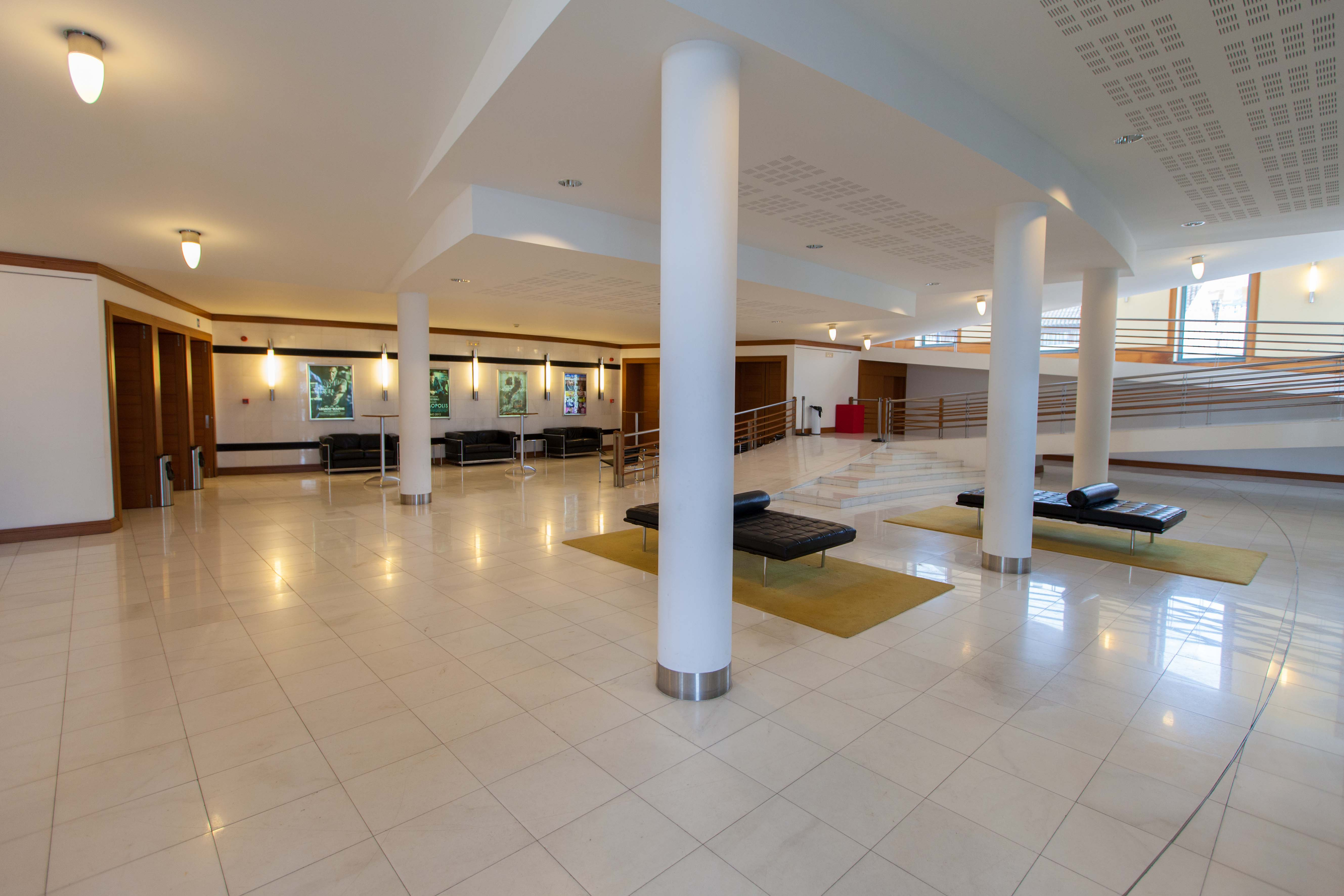

## Contactos
- Auditório do Ramo Grande - Telefone: 295 545 700 | Email: ramogrande@mail.telepac.pt
- Cooperativa Praia Cultural - Telefone: 295 545 600